# Péter Szondi
Péter Szondi (Budapest, 27 maggio 1929 – Berlino, 9 novembre 1971) è stato un critico letterario e filologo ungherese naturalizzato tedesco di origine ebraica, superstite dell'Olocausto.

## Biografia

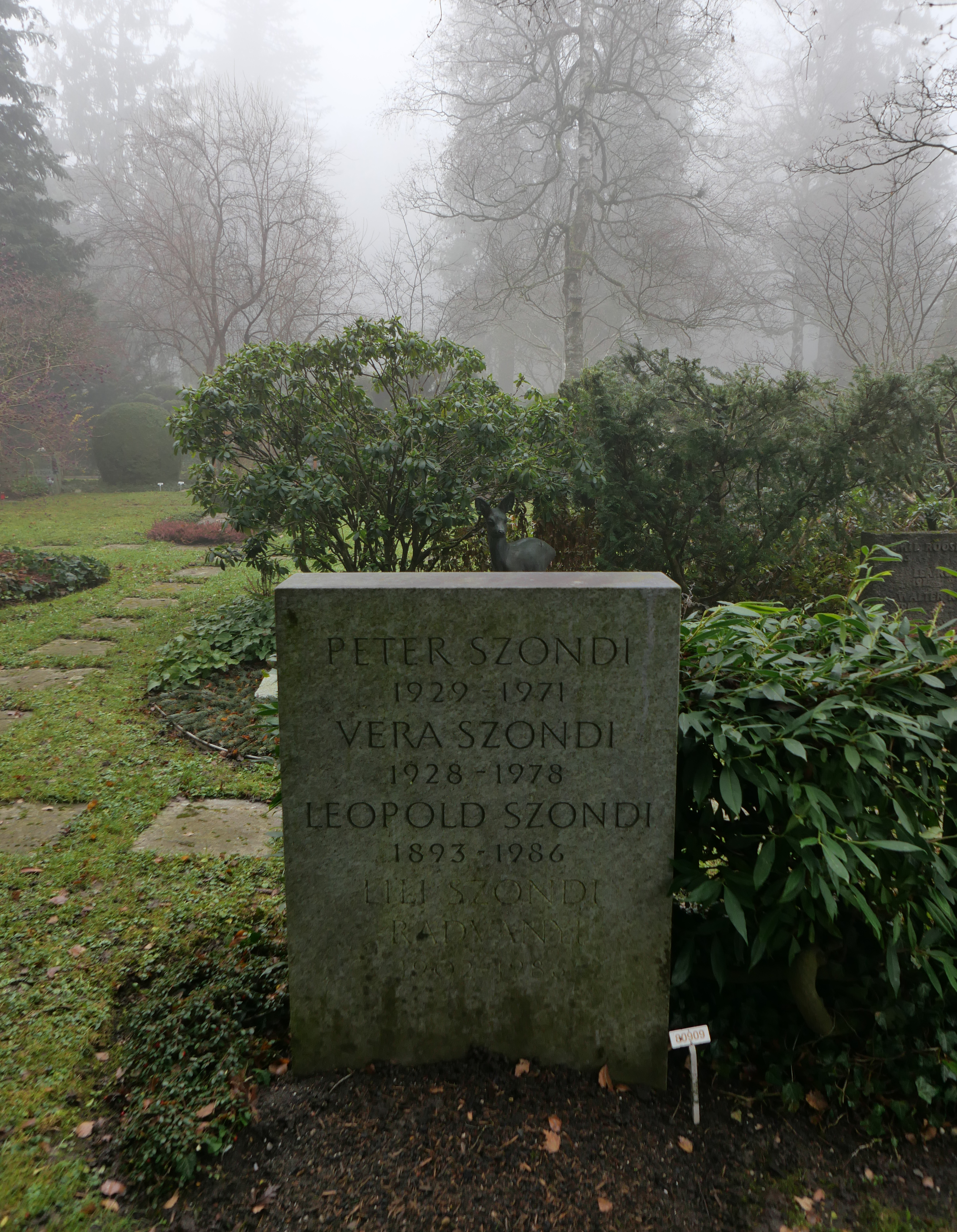
La tomba di famiglia.

Suo padre era lo psicoanalista ebreo-ungherese Léopold Szondi. Fu con tutta la sua famiglia internato nel campo di concentramento di Bergen-Belsen, per poi venire salvato dal treno di Kastner; si stabilì quindi in Svizzera. 
Si addottorò a Zurigo nel 1956 con una tesi dal titolo "Teoria del dramma moderno", pubblicata poi in volume. Insegnò all'università di Gottinga e di Heidelberg e infine alla Freie Universität di Berlino, dove diresse l'Istituto di Letteratura Comparata. Fu autore di studi d'avanguardia nel campo della teoria teatrale e dell'ermeneutica letteraria, su Hölderlin, Rilke e Paul Celan. 
A soli 42 anni si suicidò per annegamento a Berlino, lasciando incompiuto il suo libro sull'amico Paul Celan, che si era tolto la vita l'anno precedente. Szondi trovò la sua ultima dimora nel cimitero Fluntern di Zurigo. Nella tomba sono sepolti anche suo padre Leopold e sua madre Ilona “Lili” Livia, nata Radványi (1902-1986), nonché sua sorella Vera (1928-1978), che era medico.

## Opere tradotte in italiano
- Teoria del dramma moderno (1880-1950) (Theorie des modernen Dramas, 1956), trad. it. di G.L., prefazione e cura di Cesare Cases, Collana Saggi n. 311, Torino, Einaudi, 1962; nuova ed., Collana Piccola Biblioteca. Nuova serie n.65, Torino, Einaudi, 2000.
- Saggio sul tragico (Versuch über das Tragische, 1961), traduzione di Gianluca Garelli, a cura di Federico Vercellone, Collana Piccola biblioteca, Torino, Einaudi, 1997, ISBN 978-88-061-3918-6. - Con una postfazione di Sergio Givone, Collezione Aesthetica n.79, Abscondita, 2019, ISBN 978-88-841-6764-4.
- Poetica dell'idealismo tedesco, trad. Renata Buzzo Margari, Collana Ricerca letteraria. Serie critica n.25, Torino, Einaudi, 1974.
- Introduzione all'ermeneutica letteraria, Collana Le forme del discorso, Parma, Pratiche Editrice, 1979; nuova ed., trad. Bianca Cetti Marinoni, Introduzione di Giorgio Cusatelli, Collana Piccola biblioteca n.566, Torino, Einaudi, 1992.
- Le «Elegie Duinesi» di Rilke, a cura di Elena Agazzi, Milano, SE, 1997-2019.
- Saggi sulla poetica di Hegel e Schelling, Collana Piccola biblioteca, Torino, Einaudi, 1997, ISBN 978-88-065-9022-2.
- Antico e moderno nell'estetica dell'età di Goethe, Collana Saggi, Milano, Guerini, 1998, ISBN 978-88-780-2596-7.
- Poetica e filosofia della storia, a cura di Roberto Gilodi e Federico Vercellone, Collana Biblioteca n.106, Torino, Einaudi, 2001, ISBN 978-88-061-5793-7.
- La poetica di Hegel, traduzione di A. Marietti, a cura di Gianluca Garelli, Collana Piccola biblioteca.Nuova serie n.360, Torino, Einaudi, 2007, ISBN 978-88-061-8706-4.
- Studi su Hölderlin, Collana Testi e documenti, Milano, SE, 2020, ISBN 978-88-672-3178-2.
- Paul Celan-P. Szondi, Tra l'oro e l'oblio. Lettere 1959-1970 (Briefwechsel, 2005), traduzione di Luca Guerreschi, a cura di Christoph König, Collana Bloom n.251, Vicenza, Neri Pozza, 2023, ISBN 978-88-545-2574-0.

### Opere non tradotte
- Der andere Pfeil. Zur Entstehungsgeschichte von Hölderlins hymnischem Spätstil. Insel, Frankfurt am Main 1963.
- Satz und Gegensatz. Insel, Frankfurt am Main 1964.
- Paul Valéry: Windstriche. Aufzeichnungen und Aphorismen. Ausgewählt und übertragen von Peter Szondi, Bernhard Böschenstein und Hans Staub. Insel, Wiesbaden 1959 u. seit 1979 auch Suhrkamp, Frankfurt am Main
- Celan-Studien. Suhrkamp, Frankfurt am Main 1972.
- Lektüren und Lektionen. Versuche über Literatur, Literaturtheorie und Literatursoziologie. Suhrkamp, Frankfurt am Main 1973.
- Über eine „Freie (d. h. freie) Universität“. Stellungnahmen eines Philologen. Suhrkamp, Frankfurt am Main 1973.
- Schriften. 2 Bde. Suhrkamp, Frankfurt am Main 1978 (Reihe suhrkamp taschenbuch wissenschaft, Bände 219 und 220)
- Band 1: Theorie des modernen Dramas (1880–1950); Versuch über das Tragische; Hölderlin-Studien. Mit einem Traktat über philologische Erkenntnis
- Band 2: Essays: Satz und Gegensatz. Lektüren und Lektionen. Celan-Studien; Anhang: Frühe Aufsätze
- Studienausgabe der Vorlesungen. Aus dem Nachlass hrsg. von Jean Bollack mit Henriette Beese.
- Band 1: Die Theorie des bürgerlichen Trauerspiels im 18. Jahrhundert. Der Kaufmann, der Hausvater und der Hofmeister, hrsg. von Gert Mattenklott. Suhrkamp, Frankfurt am Main 1973. ISBN 3-518-07615-9
- Band 2: Antike und Moderne in der Ästhetik der Goethezeit. Hegels Lehre von der Dichtung, (Poetik und Geschichtsphilosophie 1), hrsg. von Senta Metz und Hans-Hagen Hildebrandt. Suhrkamp, Frankfurt am Main 1974. ISBN 3-518-07640-X
- Band 3: Von der normativen zur spekulativen Gattungspoetik. Schellings Gattungspoetik, (Poetik und Geschichtsphilosophie 2), hrsg. von Wolfgang Fietkau. Suhrkamp, Frankfurt am Main 1973. ISBN 3-518-07672-8
- Band 4: Das lyrische Drama des Fin de siècle, hrsg. von Henriette Beese. Suhrkamp, Frankfurt am Main 1975. ISBN 3-518-07690-6
- Band 5: Einführung in die literarische Hermeneutik, hrsg. von Jean Bollack. Suhrkamp, Frankfurt am Main 1975. ISBN 3-518-07724-4
- Briefe, hrsg. von Christoph König und Thomas Sparr. Suhrkamp, Frankfurt am Main 1993. ISBN 3-518-40524-1.